# Рубен Дијас
Рубен дос Сантос Гато Алвес Дијас (порт. Rúben dos Santos Gato Alves Dias; Амадора, 14. мај 1997) професионални је португалски фудбалер који тренутно наступа у Премијер лиги за Манчестер Сити и репрезентацију Португала на позицији штопера.

## Клупска каријера
Дијас је почео да тренира фудбал као деветогодишњи дечак у екипи Естреле из родне Амадоре. Две године касније постаје члан омладинске селекције екипе Бенфике за чији јуниорски тим је играо све до 2015. године. Први сениорски наступ, као играч резервног састава Бенфике, имао је 30. септембра 2015. у друголигашкој утакмици против екипе Шавеса.
За резервни састав Бенфике играо је две сезоне у другој лиги, а за први тим дебитује 16. септембра 2017. у првенственој утакмици против Боависте. Два месеца касније морао је на операцију слепог црева због чега је месец дана провео ван терена. Први гол за Бенфику постигао је 29. децембра 2017. у утакмици Лига купа против Виторије Сетубал, док је први првенствени гол постигао 3. фебруара 2018. против Рио Авеа. Током прве професионалне сезоне (сезона 2017/18) одиграо је укупно 30 утакмица и постигао 4 гола. 
У септембру 2020. постао је нови члан Манчестер Ситија.

## Репрезентативна каријера
Дијас је играо за све млађе репрезентативне селекције Португалије, док је у дресу сениорског тима дебитовао 28. маја 2018. у пријатељској утакмици против селекције Туниса.
Селектор Фернандо Сантос уврстио га је на списак репрезентативаца за Светско првенство 2018. у Русији, али ние добио прилику да заигра ни на једној од четири утакмице Португалије на том првенству. 